# Илюхина, Галина Александровна
Галина Александровна Илю́хина (род. 26 декабря 1961, Ленинград) — российская поэтесса, член Союза писателей Санкт-Петербурга и Союза российских писателей. Редактор ЛИТО «Пиитер», заместитель главного редактора литературного журнала «Зинзивер», автор и куратор литературных проектов «Город Мастеров», «Невская перспектива» и др.
Один из основателей и организаторов ежегодного международного литературного фестиваля «Петербургские мосты». Составитель поэтической антологии «Аничков мост» (Любавич, 2010, СПб), посвященной современным стихам о Петербурге. С 2017 года - автор и ведущая литературного проекта «Зеленый шатер» (Комарово, писательские дачи, Кудринский пер., 5).